# Waldemar Wilk
Waldemar Wincenty Wilk – doktor habilitowany nauk o Ziemi w zakresie geografii ekonomicznej

## Życiorys
Doktoryzował się na Wydziale Nauk Geograficznych i Studiów Regionalnych Uniwersytetu Warszawskiego w 1999 r. na podstawie pracy Czynniki lokalizacji wybranych usług w Warszawie w okresie transformacji społeczno-gospodarczej. Habilitował się tamże w 2014 r. Adiunkt w Instytucie Geografii Społeczno-Ekonomicznej i Gospodarki Przestrzennej, następnie w Katedrze Geografii Miast i Planowania przestrzennego WGiSR UW.

## Publikacje książkowe
- Koncepcja sieci a geografia zorganizowanego handlu detalicznego w Polsce. Wyd. Wydział Geografii i Studiów Regionalnych 2013
- Global Changes: Their regional and Local Aspects. Wyd. Wydział Geografii i Studiów Regionalych UW 2009 (redaktor)
- Czynniki lokalizacji i rozmieszczenie wybranych usług w Warszawie. Wyd. WGiSR UW 2001